# Gyaritodes inspinosus
Gyaritodes inspinosus är en skalbaggsart som beskrevs av Stefan von Breuning 1947. Gyaritodes inspinosus ingår i släktet Gyaritodes och familjen långhorningar. Inga underarter finns listade i Catalogue of Life.